# Nimaâthâpy
Nimaâthâpy est une reine consort de l'Égypte antique à l'époque de la transition de la IIe à la IIIe dynastie en tant qu'épouse du roi Khâsekhemouy et mère du roi Djéser.

## Attestations
La reine est connue par plusieurs éléments,,, :
- des empreintes de sceaux en argile découvertes dans la tombe de son époux Khâsekhemouy dans la nécropole d'Oumm el-Qa'ab à Abydos ;
- des empreintes de sceaux en argile découvertes dans la mastaba K1 de Beit Khallaf ;
- un gobelet en granit, mais l'authenticité de cet artefact est remise en question par les spécialistes ;
- la tombe de Metjen datant du tout début de la IVe dynastie ; le haut fonctionnaire fait part dans sa tombe des différentes charges qu'il a eues à exercer au cours de sa carrière, dont l'une concernait le culte funéraire de la reine en tant que « Surveillant de la maison du Ka de Nimaâthâpy », c'est-à-dire l'administrateur principal du culte funéraire de la reine ;
- peut-être un bloc du sanctuaire commandité par Djéser et découvert à Héliopolis ; une femme en effet est représentée derrière les jambes du roi Djéser mais son nom est perdu, bien qu'elle est en général considérée comme une fille de Djéser dont le nom a été reconstruit comme Nyânkh-Hathor.

En tant que reine, Nimaâthâpy porte plusieurs titres de haut rang,,, :
- « Mère de roi de la Haute et de la Basse Égypte » (Mw.t-nsw.t-bjty) ; ce titre de mère de roi est le plus important de Nimaâthâpy, il prouve qu'elle a donné naissance à au moins un roi ;
- « Mère des enfants royaux » (Mw.t-ms.w-ns.w) ; ce titre unique peut indiquer que Nimaâthâpy a donné naissance à plusieurs héritiers du trône ou prétendants au trône ;
- « Grande du Sceptre » (Wrt ḥts), titre typique des reines consorts de l'Ancien Empire ;
- « Épouse du roi » (Ḥm.t-nsw) ; ce titre apparaît sur un gobelet en granit, mais l'authenticité de cet artefact est remise en question par les spécialistes ;
- « Celle pour qui toute chose qu'elle ordonne doit être accomplie » (Ḏd(.t)-jḫ.t-nb.t-jrtw-ns) ; c'est un titre de pouvoir exécutif, rarement mentionné, il donne à la reine le droit de donner n'importe quel ordre à la cour royale ;
- « Scellant du chantier naval » (Sḏȝwty-ḫwj-rtk), il est difficile de savoir si c'était vraiment là un de ses titres, ou si la jarre ainsi scellée provenait simplement du responsable du chantier naval, sans nom connu.

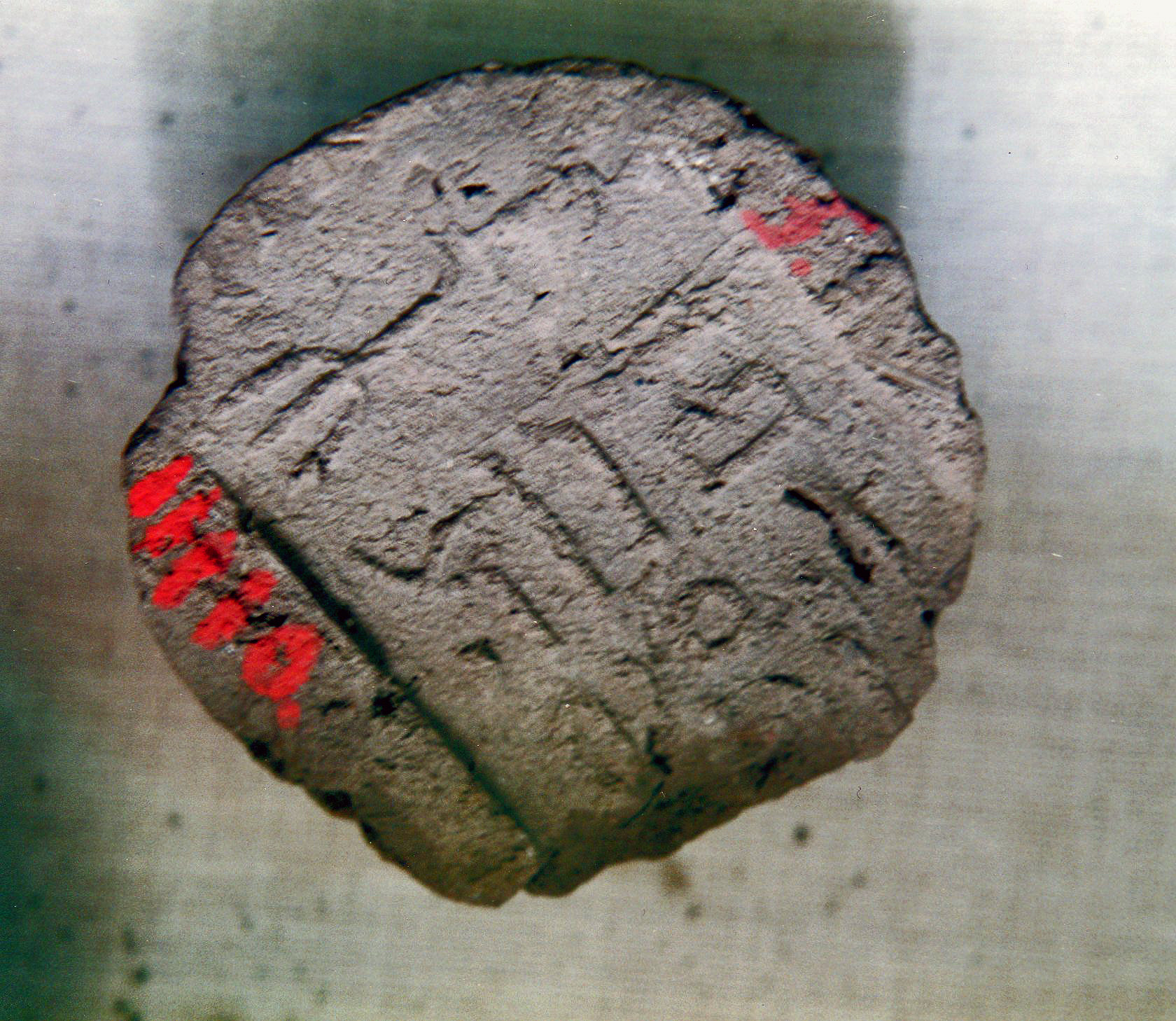
Sceau au nom de la reine Nimaâthâpy découvert dans la tombe de Khâsekhemouy à Abydos.
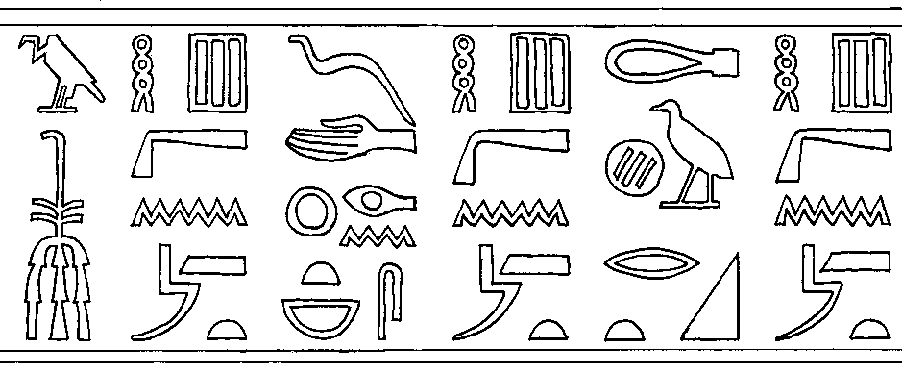
Dessin d'un sceau avec le nom et les titres de Nimaâthâpy, découvert dans la tombe de Khâsekhemouy à Abydos.
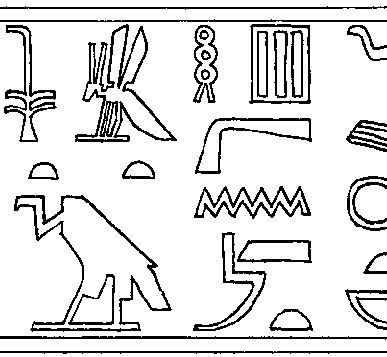
Dessin d'une partie d'un autre sceau portant le nom de Nimaâthâpy (à droite) et son titre de « Mère de roi de la Haute et de la Basse Égypte » (à gauche).

## Lecture du nom
Le nom de Nimaâthâpy s'apparente à celui du dieu de la terre Hapi, ou Apis. C'est également le cas du nom de la reine Khenthap (ou Khenthépou) de la Ire dynastie. Dans les deux cas, certains universitaires pensent que le lien entre le nom de la reine et le dieu Apis fait référence à un titre de roi qui n'est introduit que plus tard, le « taureau de sa mère ». Une ancienne lecture donne Hepenmaat, car le phonème Hapi n'était pas encore reconnu comme le nom de Apis.

## Biographie
Donnant trop d'importances aux listes royales du Nouvel Empire et sur l'œuvre de Manéthon qui placent un roi Nebka entre Khâsekhemouy et Djéser, des théories anciennes et dépassées faisaient d'elle la mère ou l'épouse de ce roi Nebka (aujourd'hui couramment assimilé à Sanakht et considéré comme l'un des successeurs de Djéser),.
Pour la recherche moderne, du fait des sceaux de la reine découverts en compagnie de ceux de Khâsekhemouy et de Djéser, que ce soit dans le mastaba K1 de Beit Khallaf ou dans la tombe de Khâsekhemouy lui-même, Nimaâthâpy est généralement considérée comme la reine consort de Khâsekhemouy et la mère de Djéser. Son titre de « mère des enfants royaux » indique qu'elle a été mère plusieurs fois, dont peut-être d'Hétephernebty, fille de Khâsekhemouy et épouse de Djéser.
Nimaâthâpy a peut-être gouverné comme régente pour son fils Djéser, le premier roi de la IIIe dynastie ; cependant, cette hypothèse n'est appuyée par aucun élément si ce n'est le relief d'Héliopolis, dans lequel le personnage féminin anonyme est toutefois généralement assimilé à une fille de Djéser.

## Sépulture
La tombe de Nimaâthâpy n'est pas identifiée avec certitude. Certains égyptologues considèrent cependant le mastaba K1 à Beit Khallaf comme le sien ; ils se basent pour cela sur la quantité considérable d'impressions de sceaux portant son nom trouvées à l'intérieur de cette tombe,. D'autres spécialistes pensent que Nimaâthâpy devait être enterrée à Abydos, en raison de son mariage avec Khâsekhemouy. Une autre hypothèse propose qu'elle a peut-être été enterrée quelque part dans la nécropole memphite, car le haut dignitaire nommé Metjen était responsable du culte mortuaire en faveur de cette reine. Or le surveillant d'un culte mortuaire était habituellement enterré à proximité de la tombe qu'il supervisait. Les égyptologues considèrent cela comme une preuve de la renommée de Nimaâthâpy pendant la période de l'Ancien Empire.